# Feijoasläktet

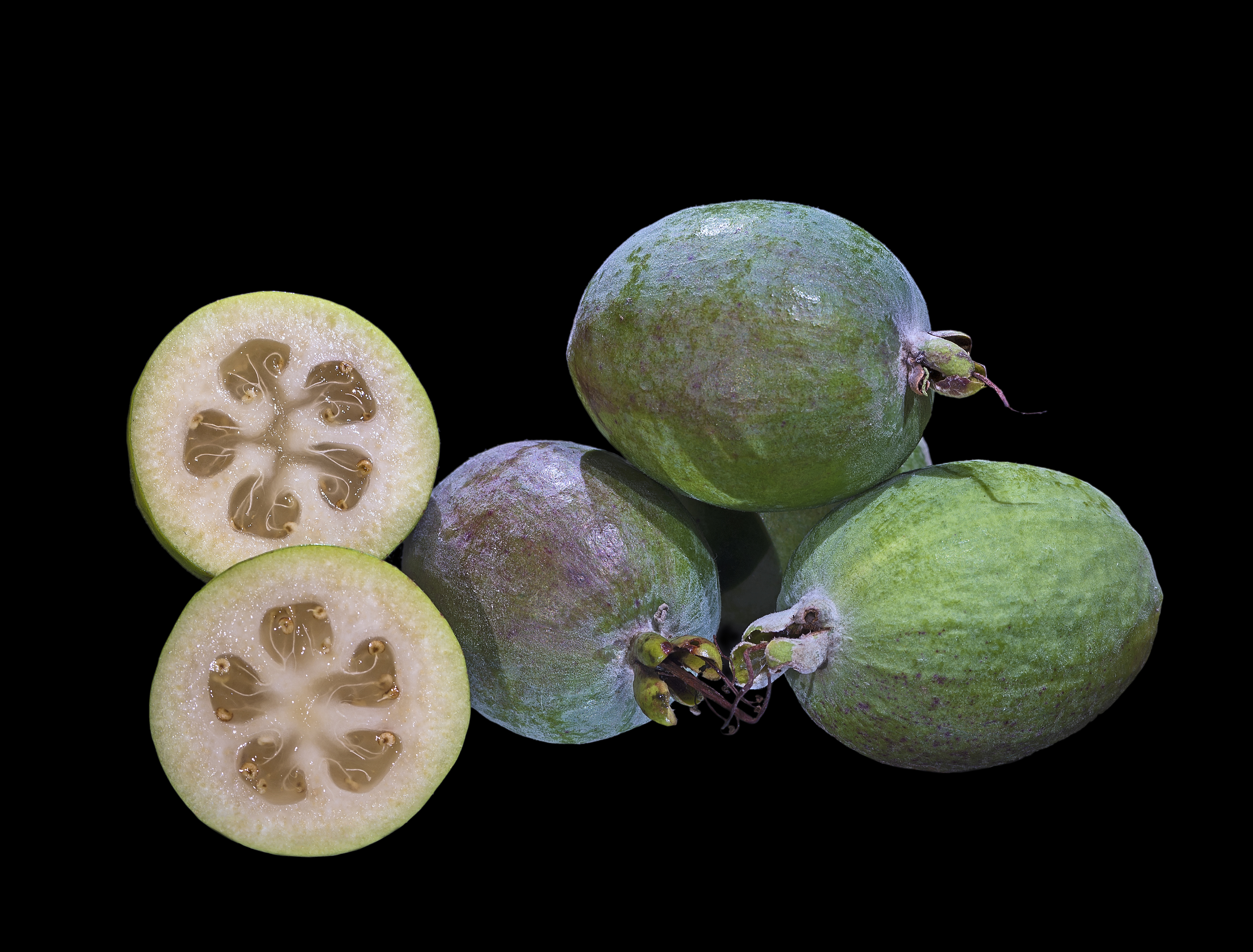

Feijoasläktet (Acca) är ett växtsläkte inom familjen myrtenväxter med tre arter från Latinamerika. Arten feijoa (A. sellowiana) har ätliga frukter som importeras till Sverige. Den odlas även som krukväxt.
Arterna är städsegröna buskar som förekommer i Asien, norra Afrika, Europa samt i Nord- och Centralamerika. I kallare regioner bildas frukter bara inomhus. I mildare områden nära kusten används arterna för att skapa en häck.